# ベノー・デ・ゴージ
ベノー・デ・フーイ（Benno de Goeij）は、オランダのトランスアーティスト。ピート・バーヴォーツとともに「ランク1」(Rank 1)というユニットで活動している。
DJティエストとともに「カマヤ・ペインターズ」(Kamaya Painters)という名義で楽曲を発表したこともある。ダッチフォース(Dutch Force)名義でソロプロジェクトをしていた時期もある。
2014年に、浜崎あゆみのシングル、(Terminal (浜崎あゆみの曲))のコンポースを務める。一緒にコンポースしているアーミン・ヴァン・ビューレンとの共作でもある。
| スタブアイコン | サブスタブ | この項目は、まだ閲覧者の調べものの参照としては役立たない、音楽関係者（バンド等）に関連した書きかけの項目です。この項目を加筆・訂正などしてくださる協力者を求めています（P:音楽/PJ:芸能人）。 |